# Vieu
Vieu korábbi község (település) Franciaországban, Ain megyében. 2019. január 1-jén Belmont-Luthézieu, Lompnieu és Sutrieu községgel egyesült és Valromey-sur-Séran új község része lett.
Lakosainak száma 386 fő (2018. január 1.). Vieu Artemare, Belmont-Luthézieu, Champagne-en-Valromey, Chavornay, Talissieu, Virieu-le-Petit és Ameyzieu községekkel határos.

## Népesség
A település népessége az elmúlt években az alábbi módon változott:
| Lakosok száma | 296  | 292  | 289  | 311  | 366  | 380  | 374  | 385  | 385  | 386  |
|               | 1968 | 1975 | 1982 | 1999 | 2006 | 2011 | 2013 | 2016 | 2017 | 2018 |